# Euro Hockey Challenge
De Euro Hockey Challenge is een IJshockeytoernooi dat wordt gespeeld vanaf het seizoen 2010/11 door 12 van de sterkste landen van Europa. Het toernooi bestaat voor het grootste deel uit tweekampen die meestal in april worden gespeeld. Tot en met het seizoen 2013/14 speelde elk land 6 wedstrijden en daarna 8 wedstrijden. Het toernooi is langzamerhand steeds concurrerender geworden met de Euro Hockey Tour.

## Overzicht van de eindstanden
| Seizoen | Goud        | Zilver      | Brons     |
| ------- | ----------- | ----------- | --------- |
| 2010/11 | Finland     | Zweden      | Tsjechië  |
| 2011/12 | Tsjechië    | Zwitserland | Finland   |
| 2012/13 | Zweden      | Finland     | Noorwegen |
| 2013/14 | Finland     | Tsjechië    | Zweden    |
| 2014/15 | Tsjechië    | Zweden      | Finland   |
| 2015/16 | Finland     | Wit-Rusland | Tsjechië  |
| 2016/17 | Zwitserland | Finland     | Tsjechië  |
| 2017/18 | Tsjechië    | Finland     | Zweden    |